# Antodilanea auana
Antodilanea auana là một loài bọ cánh cứng trong họ Cerambycidae.